# Stéphane Dalmat
Stéphane Dalmat (Joué-lès-Tours, 16 februari 1979) is een Frans voormalig voetballer. Dalmat was een middenvelder.

## Biografie
Zijn debuut in eerste klasse maakt hij met LB Châteauroux op 30 augustus 1997. De club degradeert op het einde van het seizoen, maar Dalmat blijft in eerste klasse: hij verhuist naar Lens. Ook dit avontuur duurt maar één seizoen, want in de zomer van 1999 verhuist hij naar Marseille. Na een kort avontuur bij Paris Saint-Germain verhuist hij naar Inter Milan, dat hem uitleent aan Tottenham Hotspur, Toulouse en in 2005 verkoopt aan Racing Santander. Na één seizoen in Spanje keert hij terug naar Frankrijk, naar Girondins de Bordeaux. Na een moeilijk seizoen trekt hij naar FC Sochaux, waar hij uiteindelijk 3 seizoenen zal blijven. Sinds 2010 speelt hij voor Rennes.

## Trivia
- Ook Stéphane's broers Wilfried en Cyril zijn profvoetballer.